# Cacatua
Cacatua là một chi chim trong họ Cacatuidae.

## Hình ảnh

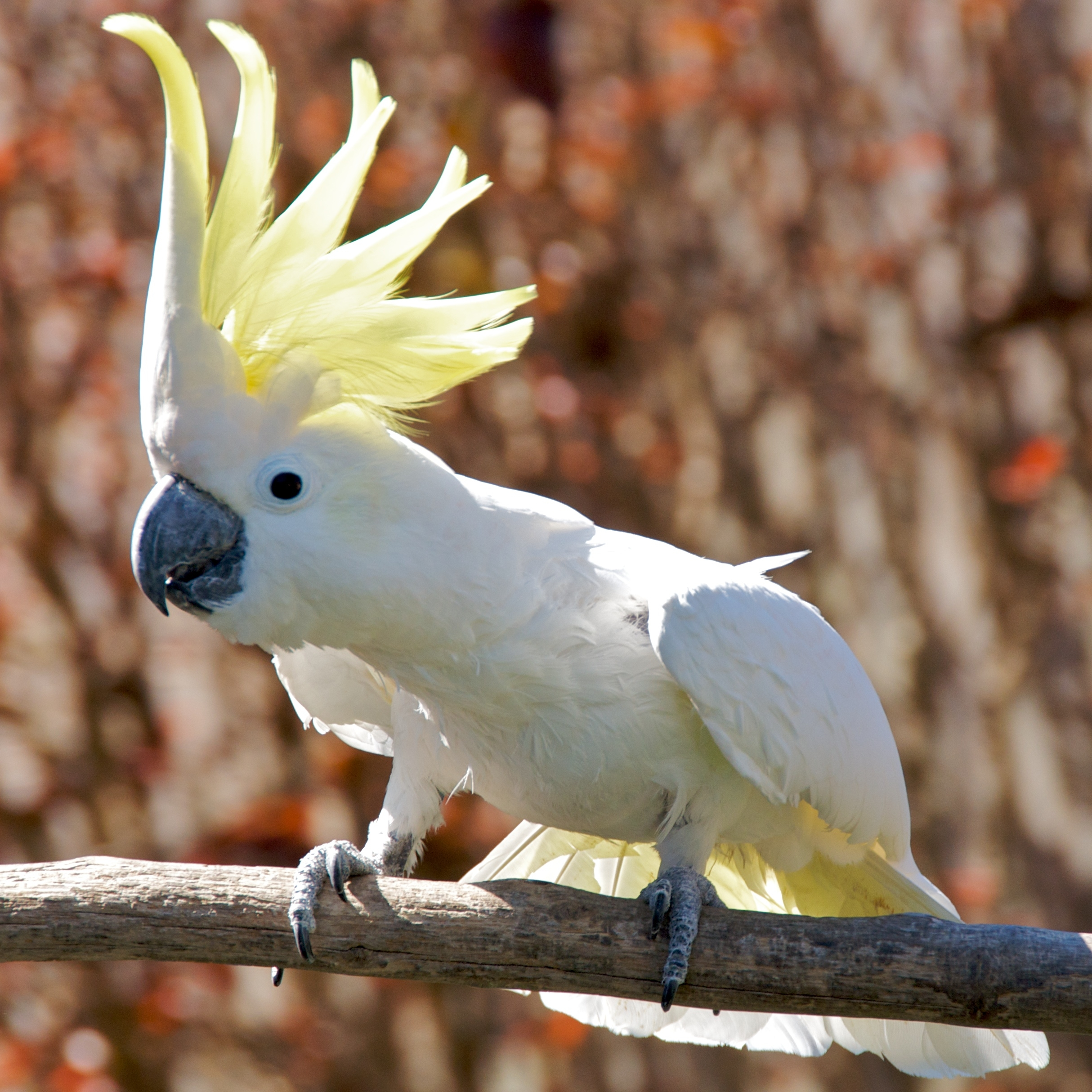
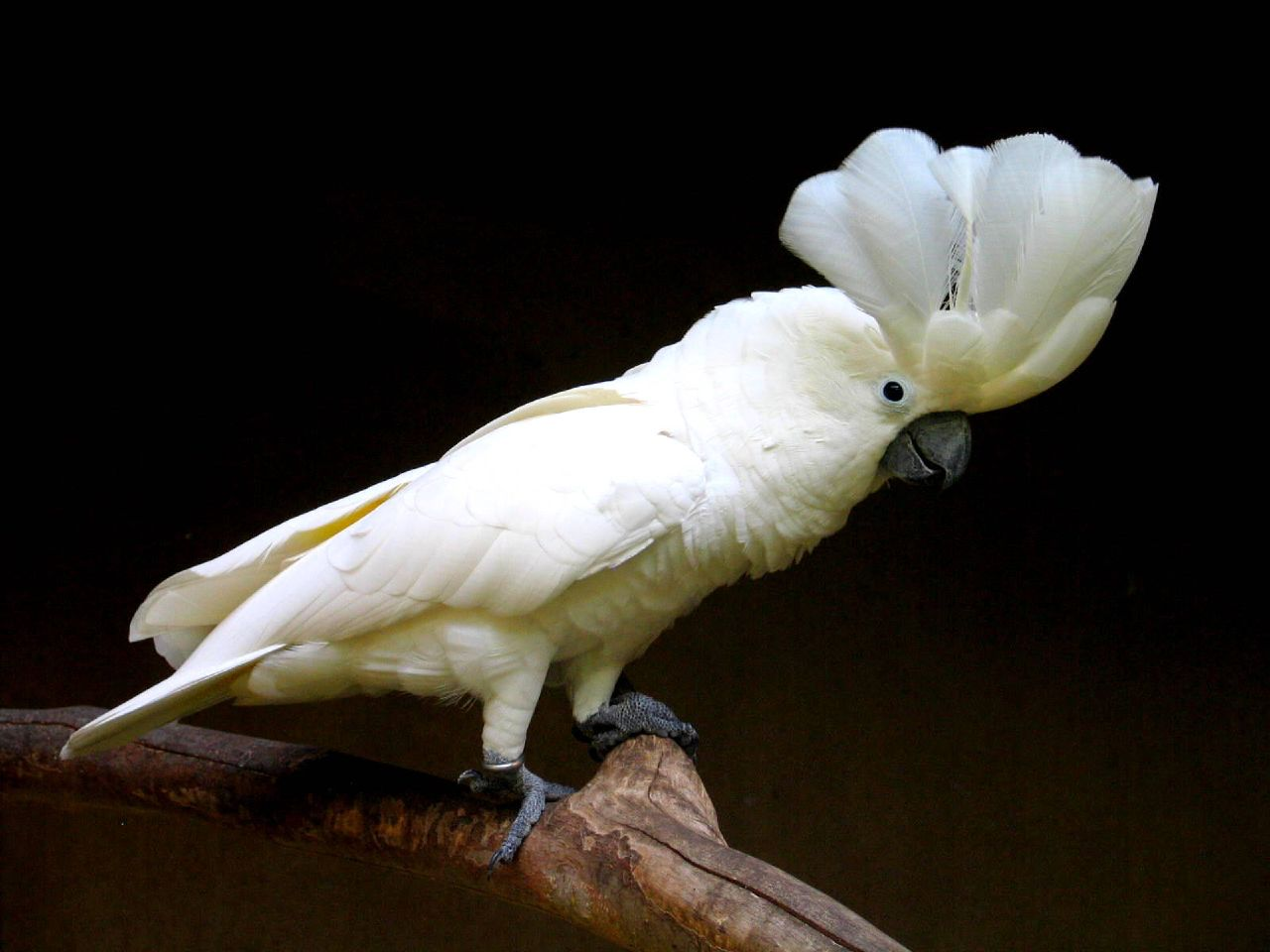
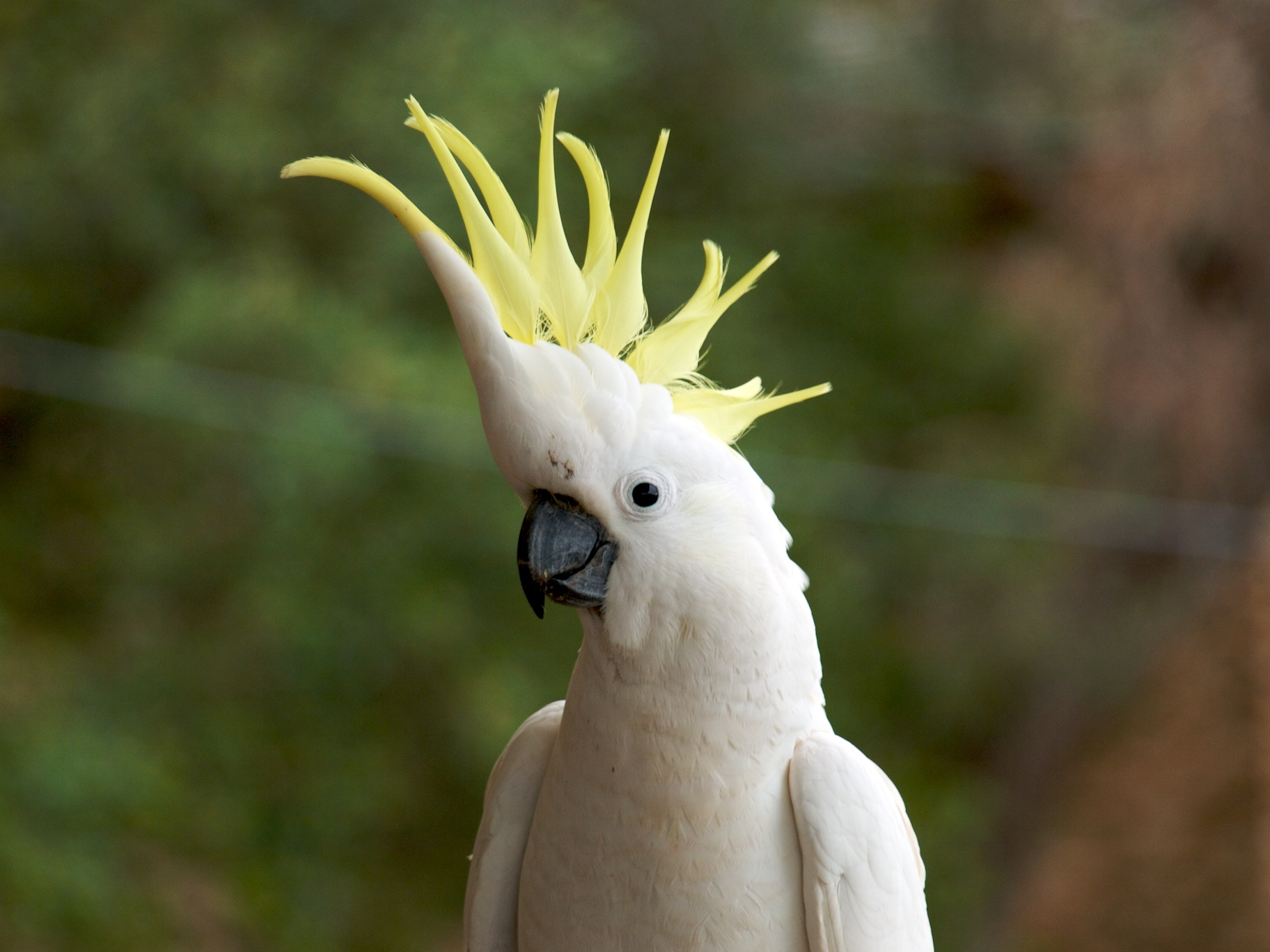
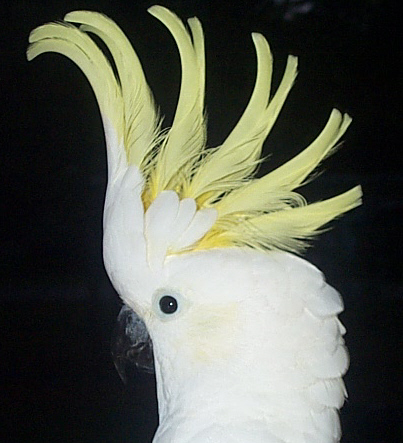
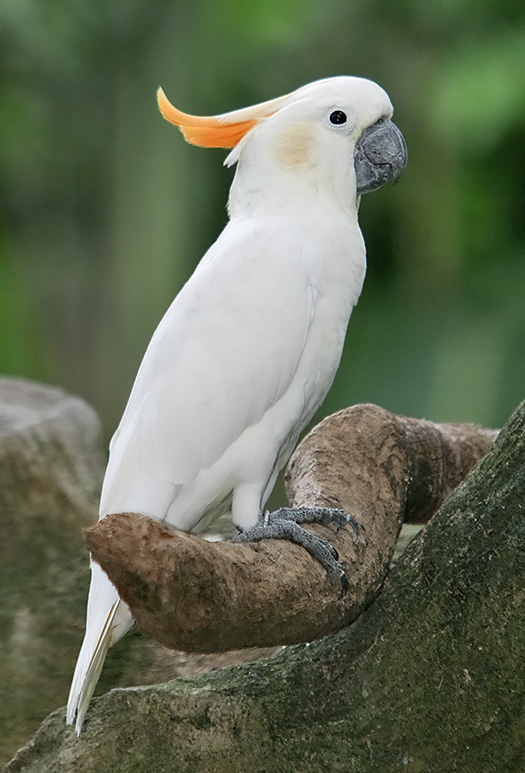
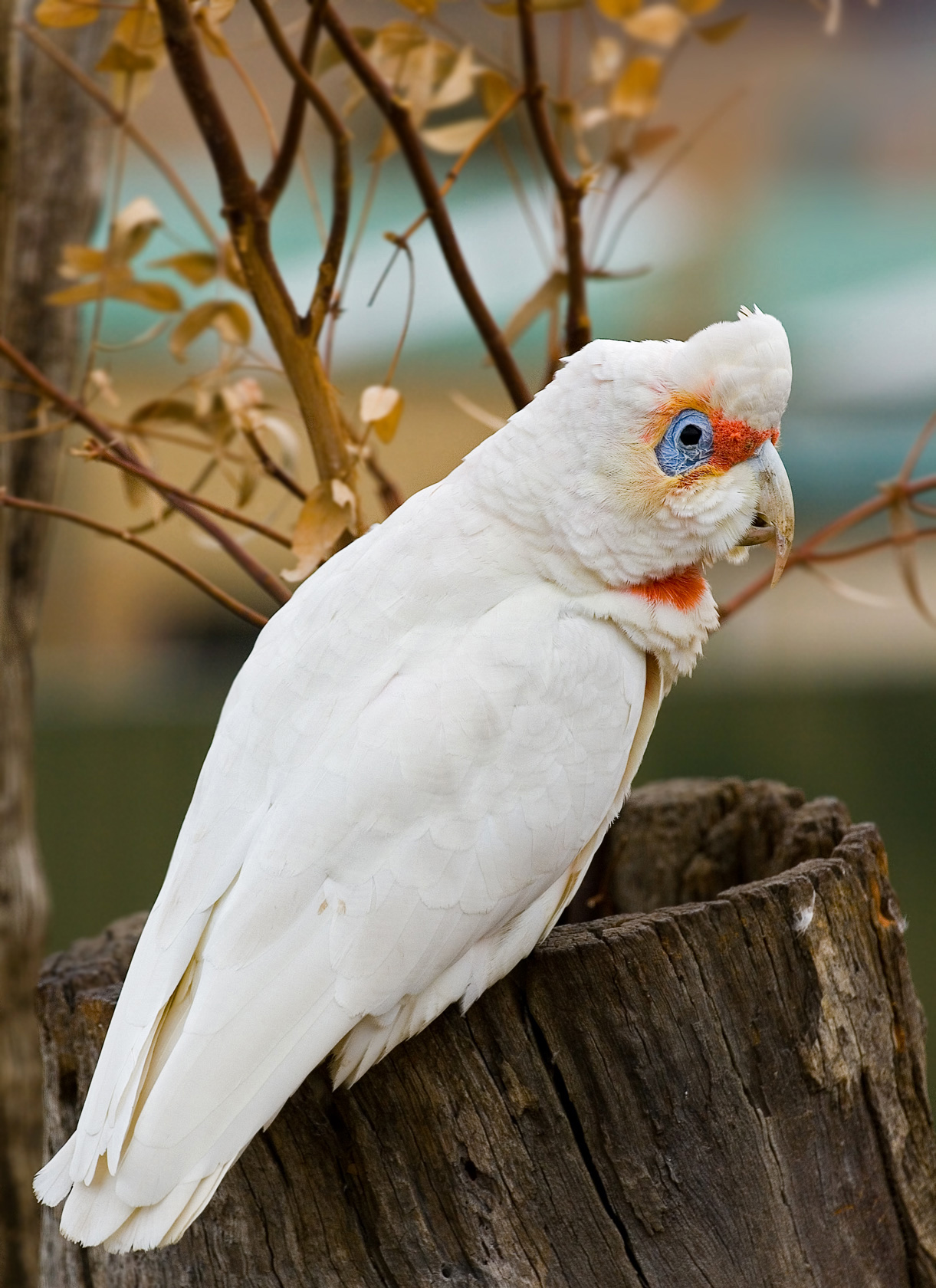
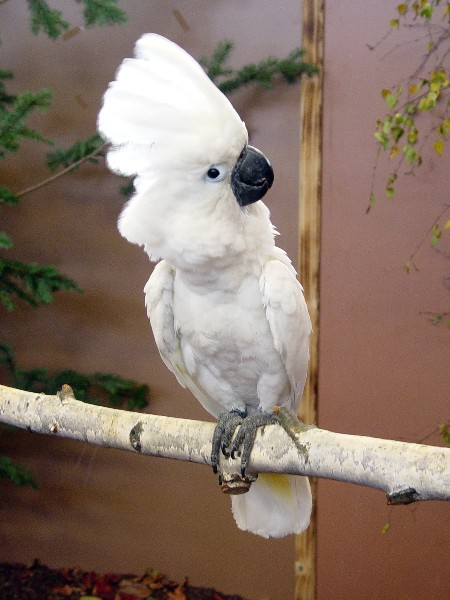
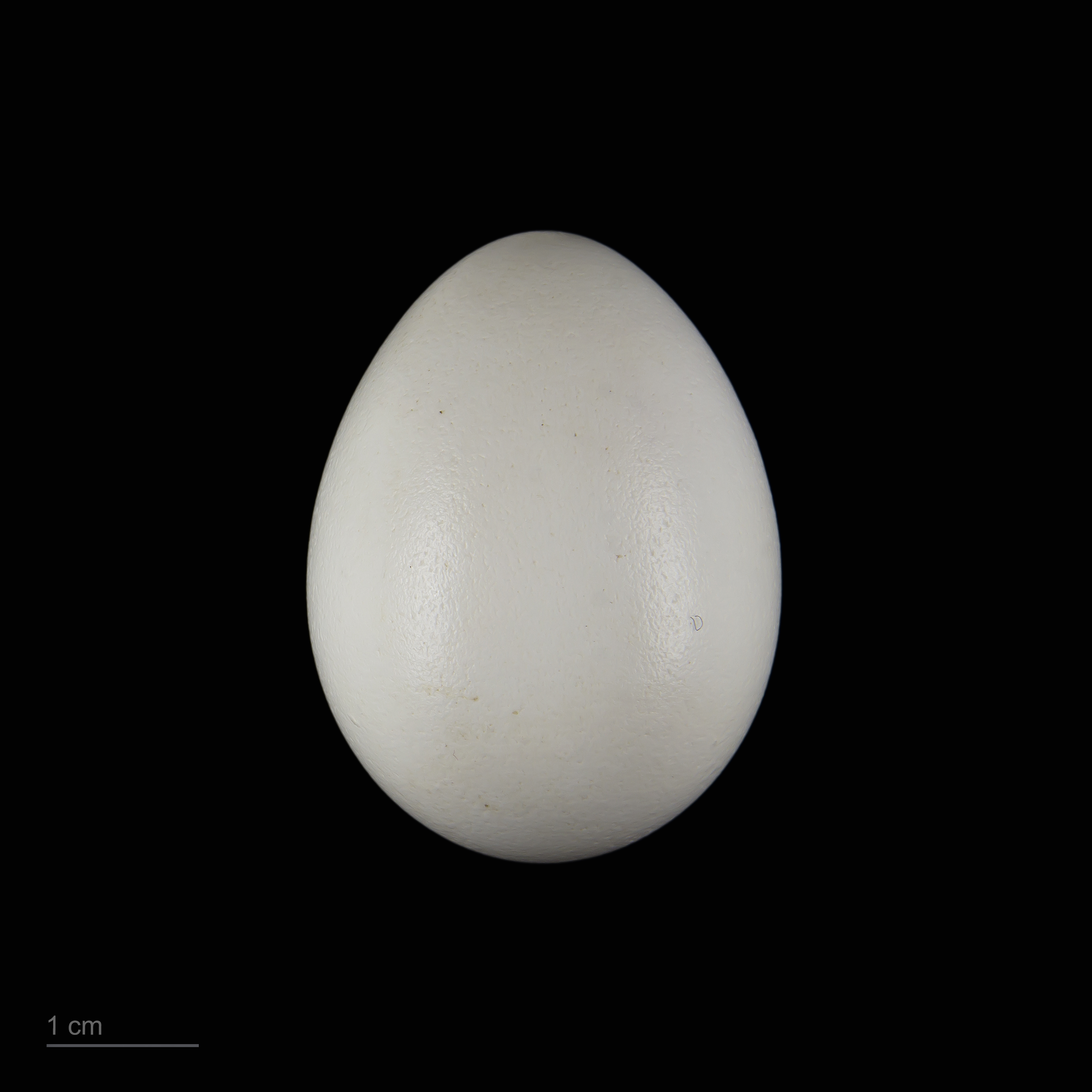
Museum specimen